# 四睡图

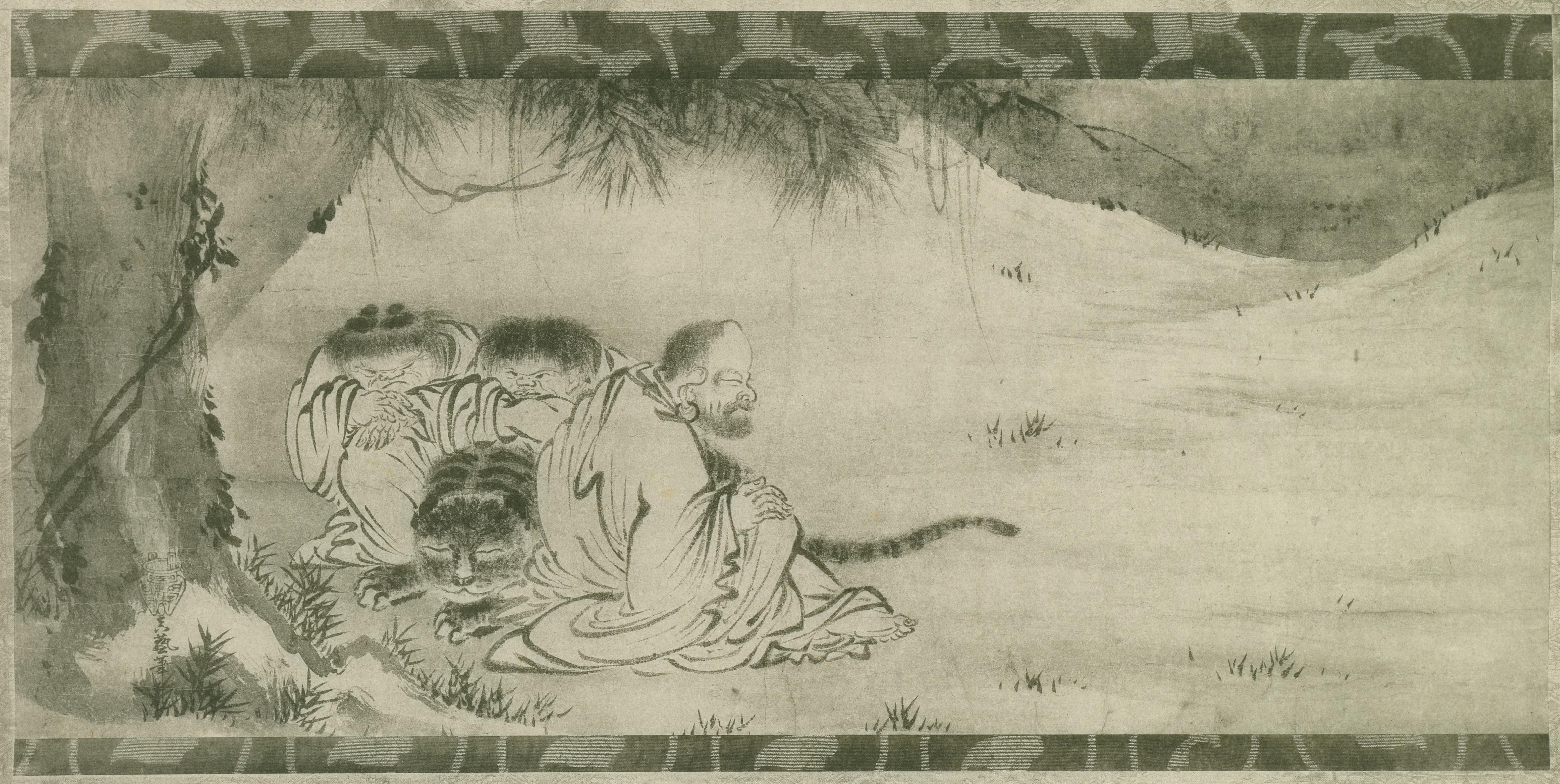
《四睡图》，艺阿弥绘

元朝佚名《四睡图》，日本东京国立博物馆藏，重要文化財

四睡图是中国宋元时期流行的绘画题材，画佛教禅宗散圣丰干、寒山、拾得与老虎同眠的情景，通过人与虎、睡与醒的对照来表达禅意。该题材传入日本后尤为流行。浮世繪亦常以此为见立绘题材，画艺伎、两名侍女与猫同眠的情形。

## 历史
伪托闾丘胤撰写的《寒山子诗集序》记载了唐朝天台山国清寺禅僧丰干、寒山、拾得的传说，并称有一只老虎常来丰干禅师院中。国清三隐的形象于宋朝基本定型，归入禅宗散圣，得到普遍认同。
目前尚未发现画于宋朝、留传至今的四睡图，但南宋不少文人、禅僧都留下了题赞四睡图的诗偈，可见其盛行。该题材蕴涵着人与虎、睡梦与醒觉之间的对立和转化关系，各人围绕此从不同角度揭示禅机。
多少醒人作寐语，异形同趣谁知汝？四头十足相枕眠，寒山拾得丰干虎。——林希逸，《四睡戏题》
拾得寒山，老虎丰干。睡到驴年，也太无端。咦！蓦地起来开活眼，许多妖怪自相瞒。——天童如净，《四睡图赞》
善者未必善，恶者未必恶。彼此不忘怀，如何睡得著。
恶者难为善，善者难为恶。老虎既忘机，如何睡不著。——佛鉴禅师，《丰干寒拾虎四睡赞》
现存最早的四睡图画于元朝。日本东京国立博物馆藏有元佚名《四睡图》，为重要文化財。日本画僧默庵灵渊于1329年到1345年入元，前田育德会藏有其《四睡图》。中国现存最早的四睡图为嵩山少林寺的石刻线画，时代约在明朝成化年间。其构图通常以剃髮的丰干体型较大，蓬头的寒山、拾得身材较小，三人一虎睡成一团。
四睡图此后在中国不再流行，乃至于后世不识，误认其为伏虎罗汉图。而在日本，该题材仍长期盛行。除禅画外，四睡图也成为浮世繪常见的见立绘题材，常画艺伎、两位侍女和猫同眠的场景，将重心从禅机转为画面的装饰性表达。
在东亚之外，该题材还向西亚传播。土耳其托普卡珀宫博物馆收藏有波斯细密画《四睡图》，其团形造型可能是《一团和气图》的构图渊源之一。

## 图集
四睡图

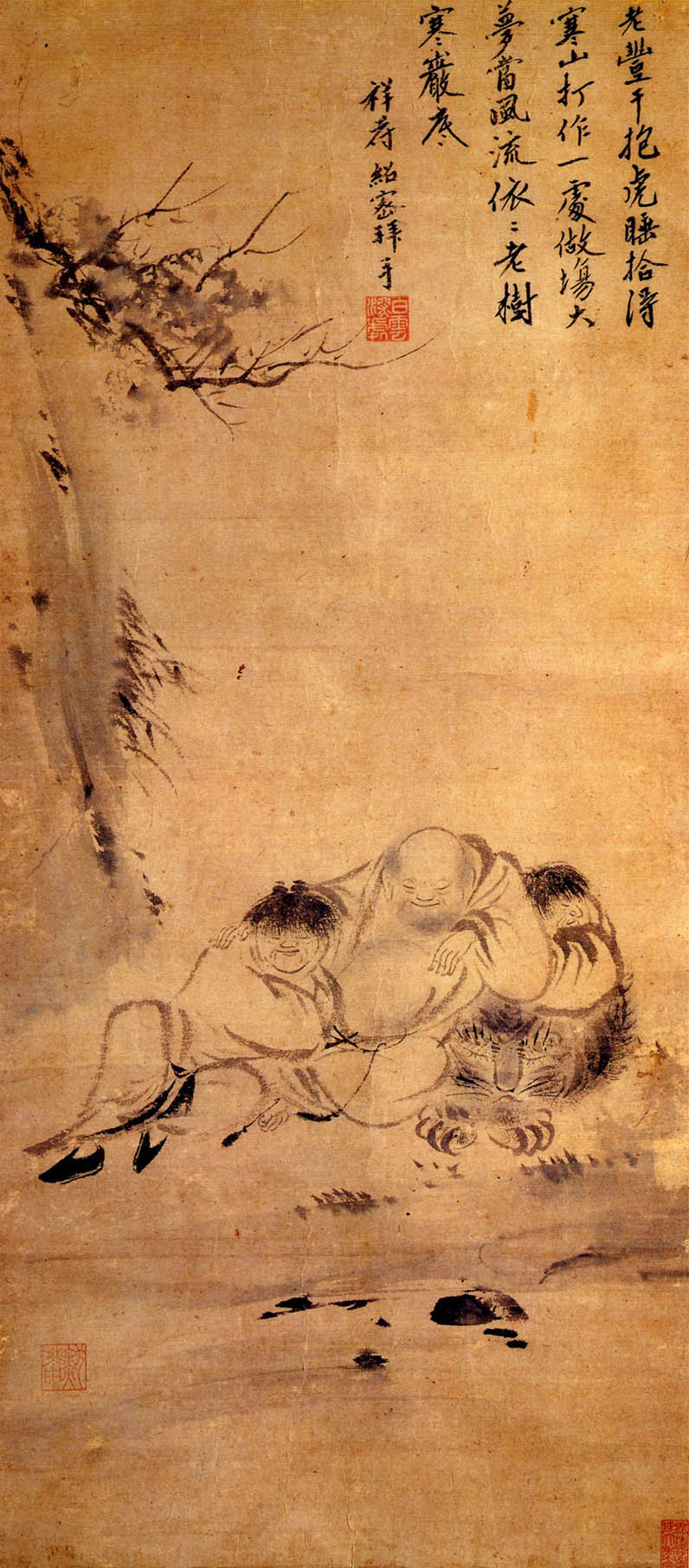
默庵灵渊（日语：黙庵）作品
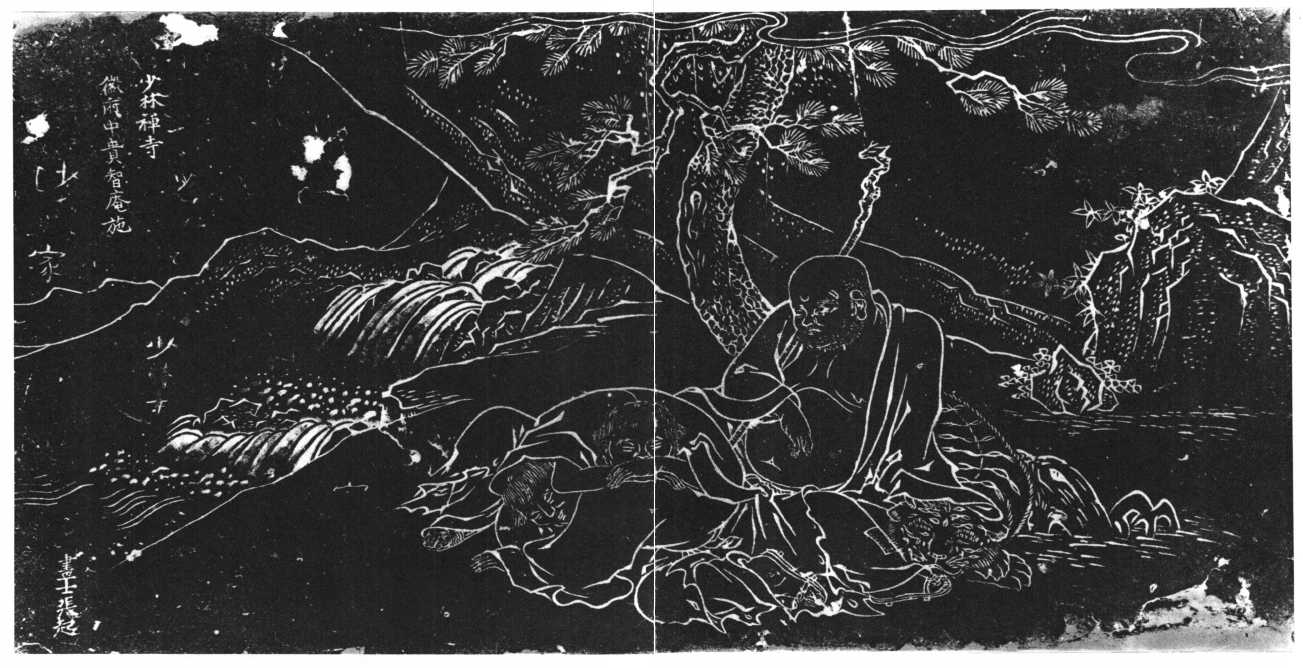
张起作品 中国现存最早的四睡图
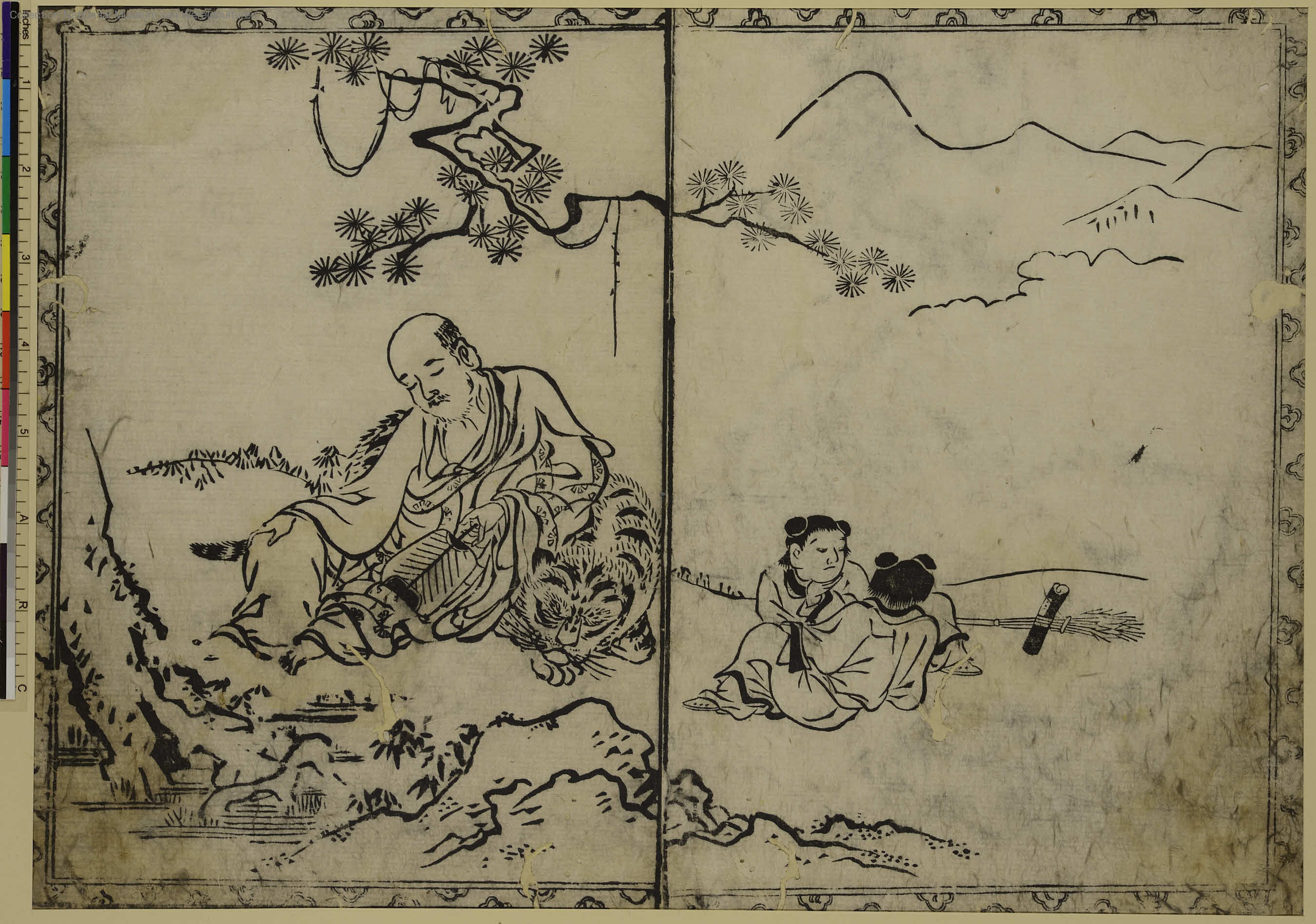
菱川師宣作品
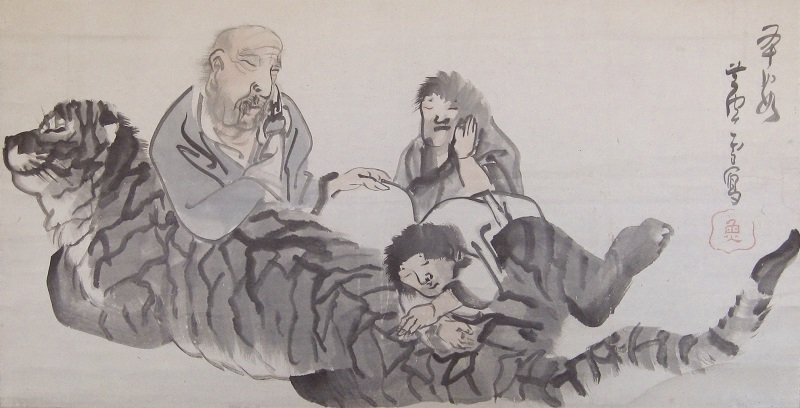
长泽芦雪作品
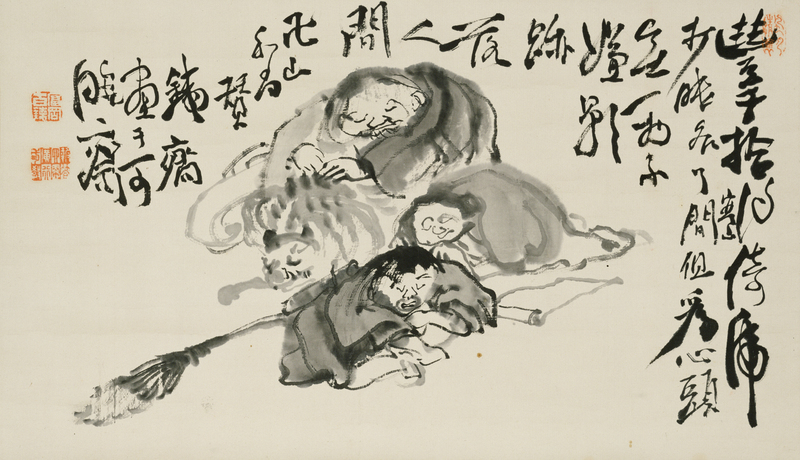
富岡鐵齋作品
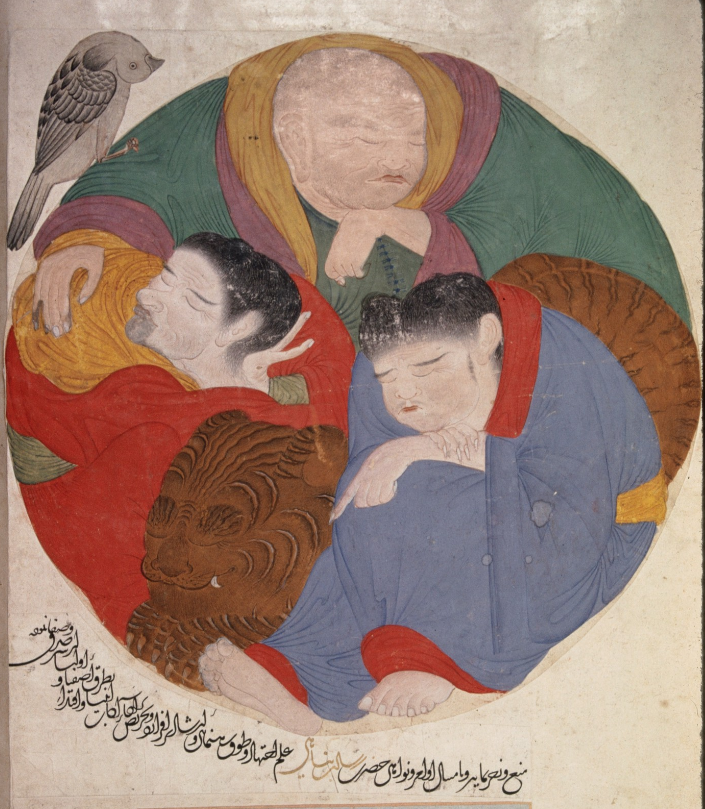
波斯细密画

四睡图之见立绘

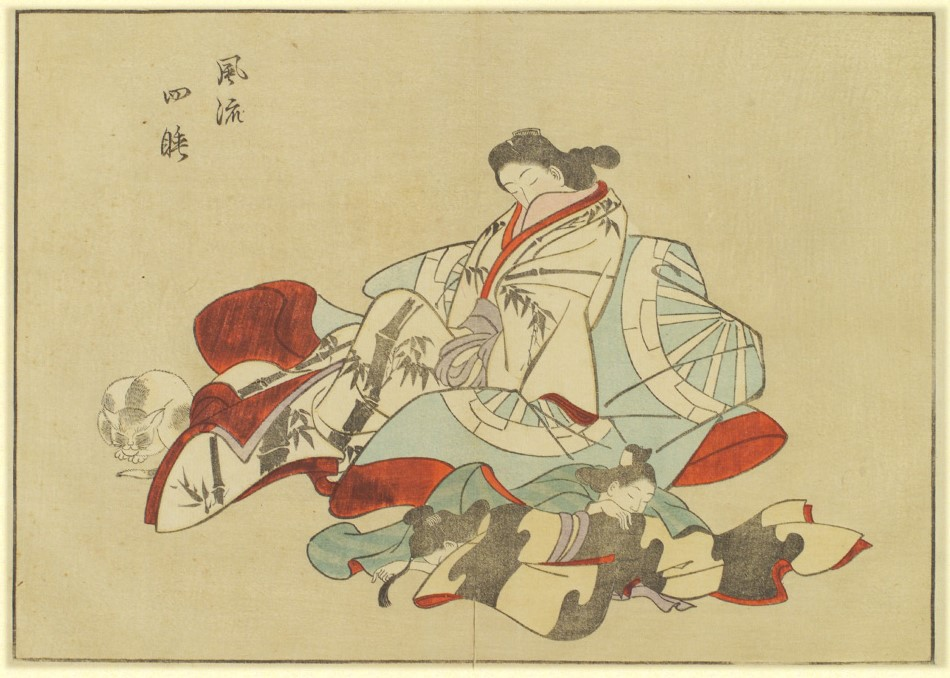
英一蝶作品
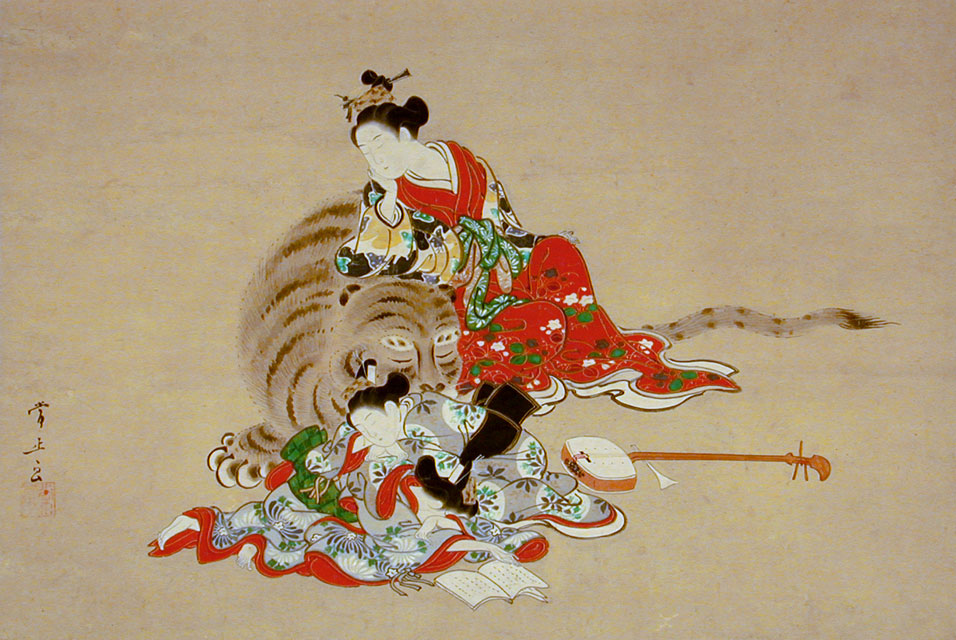
川又常正（日语：川又常正）作品
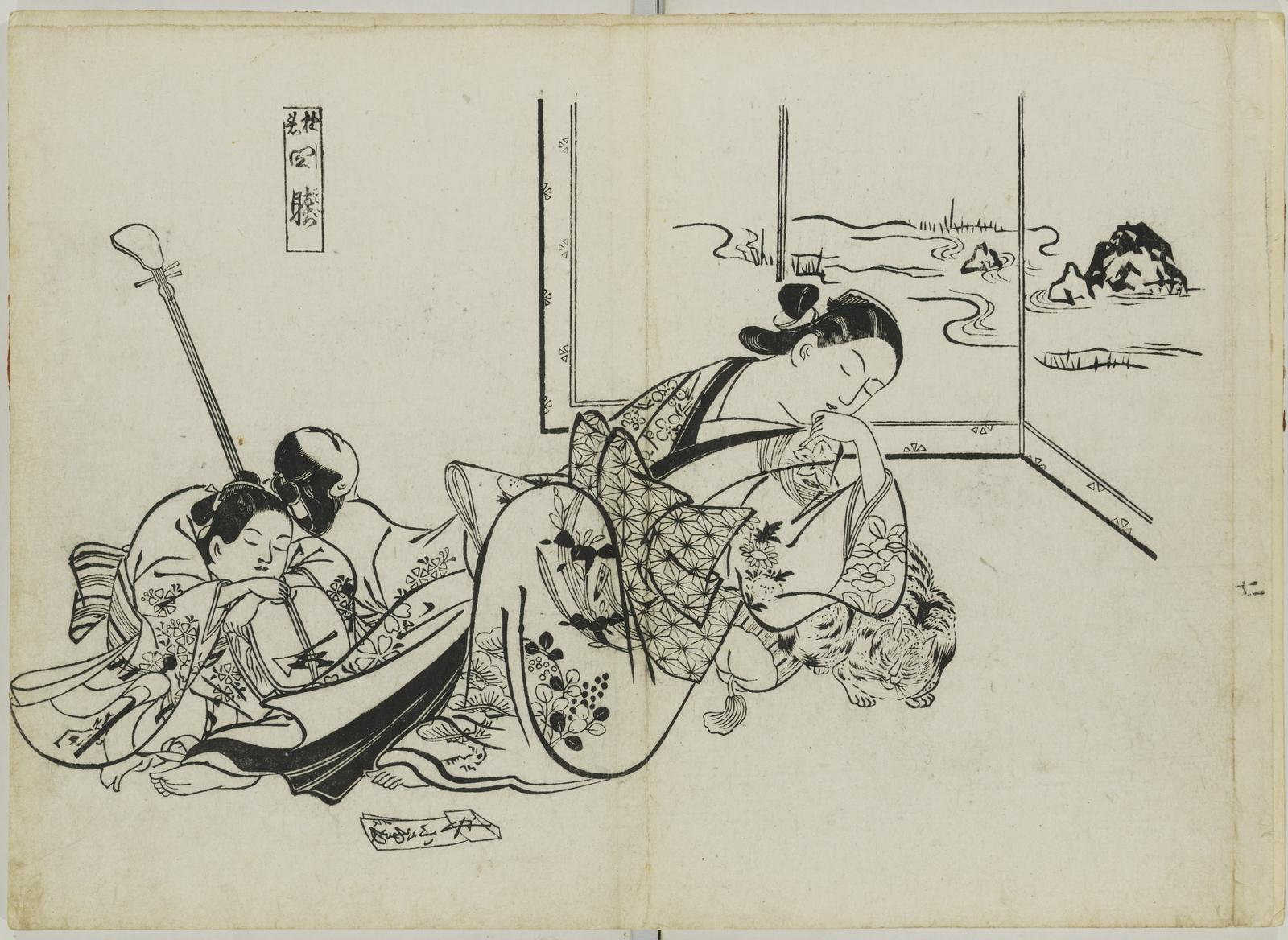
奥村政信作品
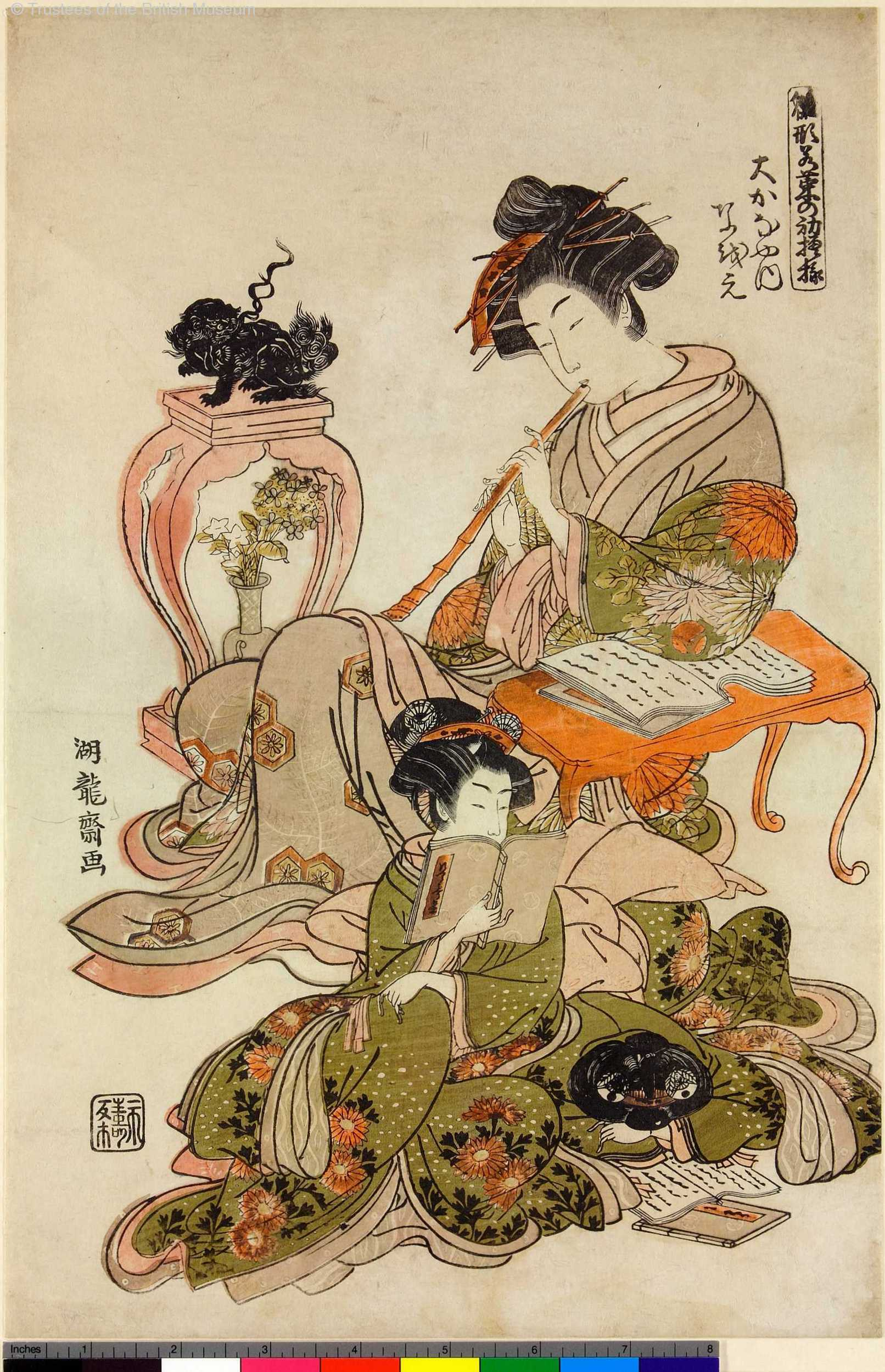
礒田湖龍齋（日语：礒田湖龍斎）作品[a]
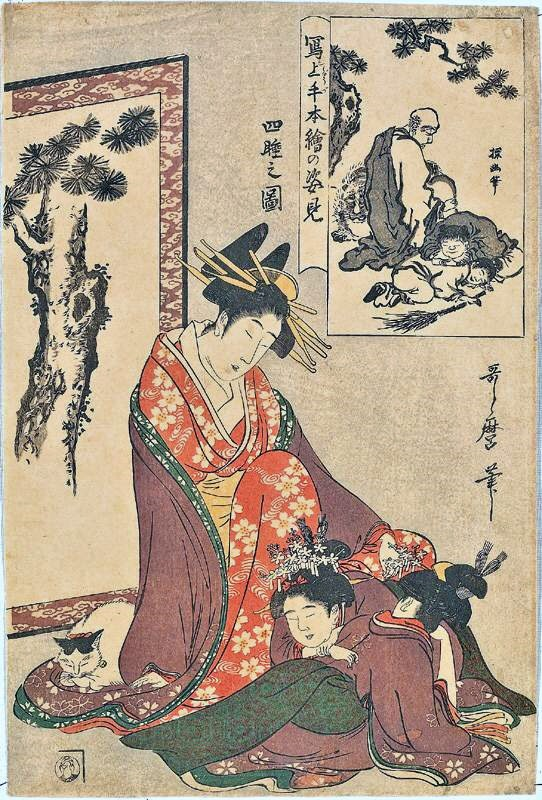
喜多川歌麿作品
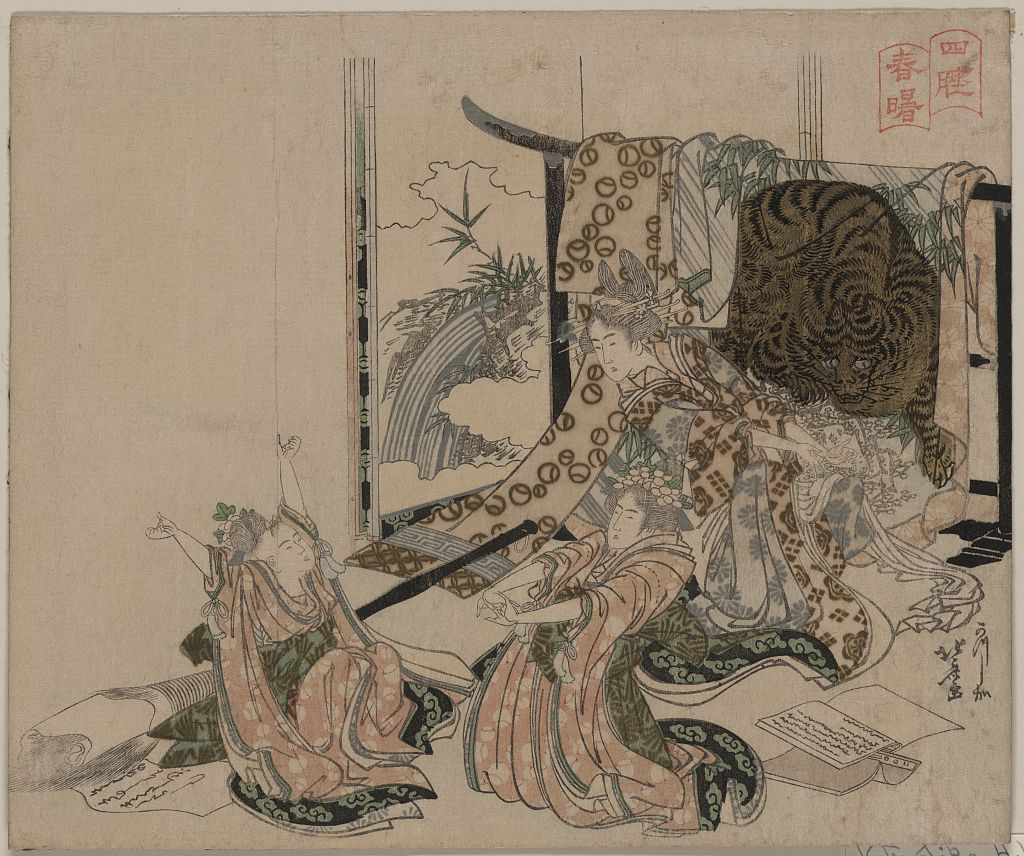
葛饰北斋作品